# Humanitaryzm (prawo)

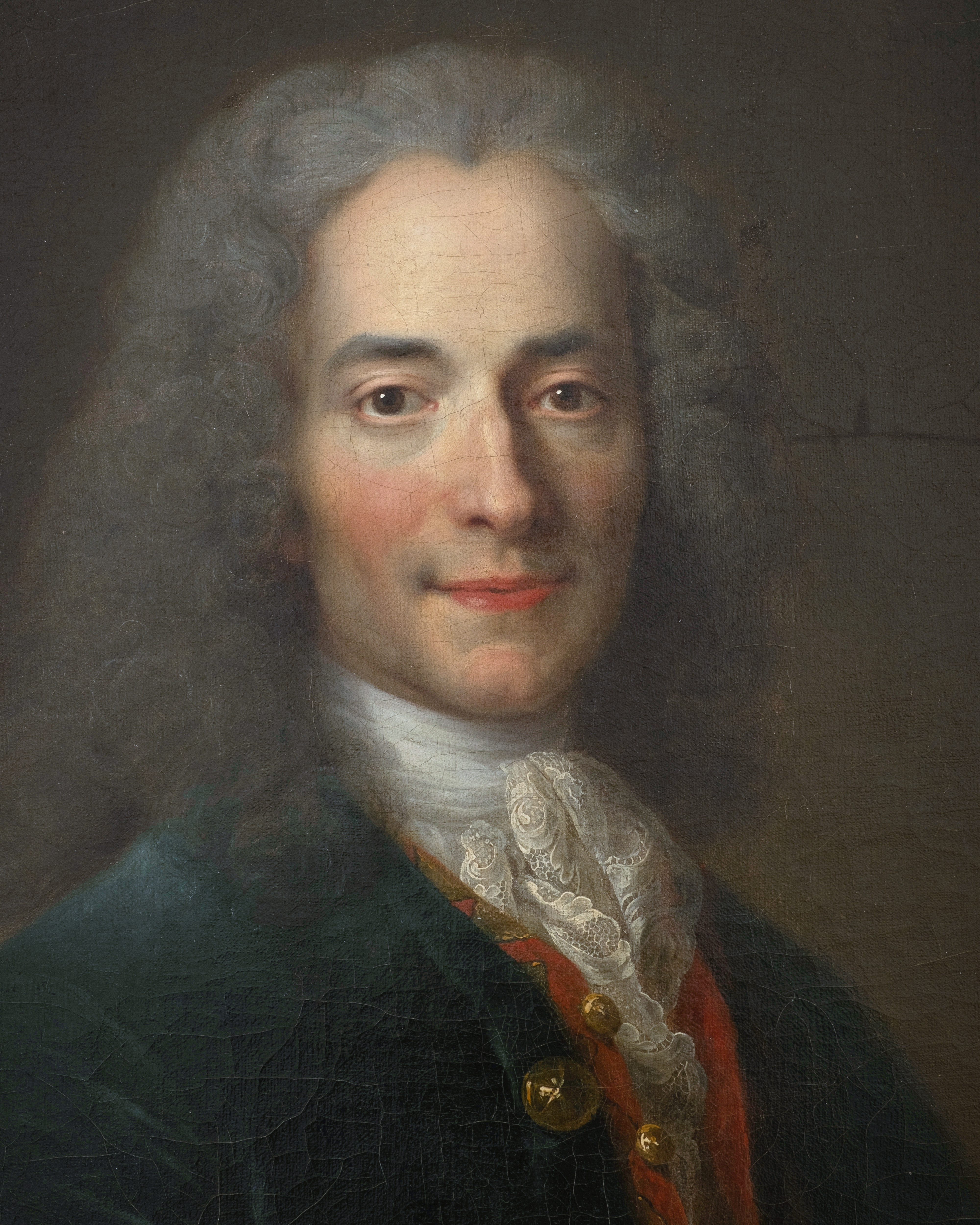
Voltaire

## Szkoła humanitarna w Europie
Na ruch kodyfikacyjny Oświecenia wpływali wielcy filozofowie epoki, walczący o humanitarną reformę ustawodawstwa kryminalnego. Reprezentowany przez nich kierunek nazywano szkołą humanitarną.
Program humanitarnej reformy ustawodawstwa dotyczył najbardziej jaskrawych przejawów bezprawia i okrucieństwa systemów karania. Wyrósł on na gruncie ostrej krytyki dotychczasowego prawa. Do najwybitniejszych uczonych, którzy wywarli wpływ na podjęcie reform w duchu humanitarnym należeli Voltaire oraz Cesare Beccaria. Za prekursora szkoły humanitarnej uważa się Monteskiusza.
Voltaire był orędownikiem idei zaprowadzenia tolerancji religijnej w Europie. Wykazywał on błędy sądowe w sprawach dotyczących przestępstw ocierających się o nietolerancję religijną. Udowadniał ponadto często skazywanie przez sądy ludzi niewinnych. Publikując serię dokumentów, poruszył europejską opinię publiczną wykazaniem bezprawia feudalnego sądownictwa oraz fanatyzmu religijnego.
Cesare Beccaria napisał O przestępstwach i karach, entuzjastycznie przyjęte dzieło, które ze względu na plastyczny język i podjętą krytykę kar dzieło to było nazywane "kodeksem uczuć ludzkich".
Beccaria opowiadał się on za równością wobec prawa oraz żądał reformy prawa karnego. Postulował on proporcjonalność kary i ciężaru do przestępstwa; uważał, że celem kary powinno być pozyskanie przestępcy dla społeczeństwa, a nie odwet. Domagał się on ścisłego określenia czynu przestępczego i zagrożenia karą, by wyeliminować nadużycia wymiaru sprawiedliwości. Mówił: Pewność ukarania, choćby umiarkowanego, zrobi zawsze większe wrażenie niż strach przed inną, surowszą karą, z którym jednak łączy się nadzieja na bezkarność.
Kierunek humanitarny wyrósł na gruncie ostrej krytyki dotychczasowego stanu prawnego. Krytyce tej poddano między innymi resztki elementów sakralnych w prawie karnym. Uważano bowiem, że sprawy religijne mogą mieć wpływ jedynie na ocenę moralną, a niestosowanie do norm religijnych nie jest przestępstwem.
Głównym celem według humanitarystów miała być resocjalizacja przestępcy, w związku z czym nie akceptowano kary śmierci (wyjątkowo - w przypadku najcięższych zbrodni).
Krytyka dotknęła również karę konfiskaty majątku - uznano, że jest absolutnie zakazana, ponieważ dotyka całą rodzinę ukaranego i poprzez to staje się niedopuszczalną karą zbiorową. Podobnie odnoszono się do kar mutylacyjnych czy wygnania.
Za najskuteczniejszy sposób oddziaływania na przestępcę przedstawiciele szkoły humanitarnej uznawali karę pozbawienia wolności, zwłaszcza jeśli była połączona z obowiązkiem pracy. Beccaria pisał: Nie surowość, lecz długotrwałość kary wywiera największe wrażenie na duszę człowieka.
Tortury zarówno psychiczne jak i fizyczne, uznawano za nieludzkie, jako że były wykonywane na człowieku w trakcie postępowania, a więc jeszcze niewinnym; tortury naruszają zarówno ciało człowieka jak i jego godność.
Pojawia się zasada domniemania niewinności oraz prawo do kłamstwa we własnej obronie. Przestępca ma prawo do obrony tak materialnej (dowody, przesłuchania), jak i formalnej (prawo do adwokata).

## Humanitaryzm w Polsce

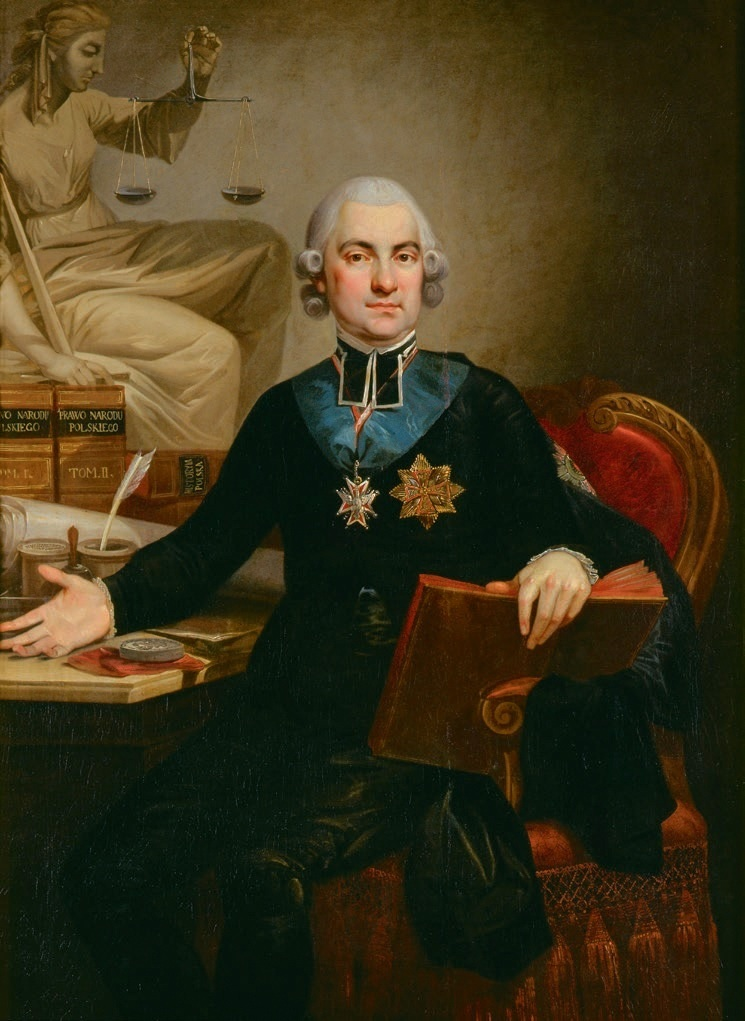
Hugo Kołłątaj

Idee humanitaryzmu dosyć łatwo przyjęły się w Polsce. Prawo ziemskie stosowane ówcześnie przez szlachtę było łagodne (np. szlachcica posiadającego ziemię nie można było aresztować bez wyroku sądowego), a dla mieszczan okrutne, albowiem wymiar sprawiedliwości opierał się o Carolinę. Do ważnych postaci humanitaryzmu polskiego należeli:
- Teodor Ostrowski (autor dwutomowego podręcznika prawa polskiego, gdzie dał wyraz poglądów humanitarnych),
- Józef Januszewicz (pierwszy profesor prawa ojczystego w Polsce),
- Hugo Kołłątaj,
- Sebastian Jan Kanty Czochron.